# 張鑫森
張 鑫森（ちょう きんしん、チャン・シンセン、1953年7月 - ）は、中華人民共和国の外交官。駐アイルランド大使、駐韓大使を務めた。

## 生涯
上海出身。北京外国語学院卒業。中国国家行政学院とハーバード大学ケネディスクールを修了。
外交部港澳台司司長（2002年 - 2005年11月）、駐アイルランド大使（2005年11月 - 2007年9月）、外交部辦公庁主任（2007年9月-2010年4月）、駐韓国大使（2010年4月 - ）を歴任。